# 'Ndrina Sia
La 'ndrina Sia è una 'ndrina della 'ndrangheta calabrese di Soverato che estende il suo dominio anche nei vicini comuni di Satriano, Montauro, Montepaone e Gagliato e fa capo al Locale di Serra San Bruno.
È alleata dei Vallelunga di Serra San Bruno, i Costa di Siderno, i Procopio-Lentini di Satriano e Davoli e i Gallace di Guardavalle.
Hanno collegamenti con narcotrafficanti a Roma, Milano e Torino.
Tra il 2008 e il 2010 è scoppiata una faida tra i Sia-Procopio-Novella-Vallelunga e i Gallace-Ruga-Metastasio che ha provocato in due anni una ventina di vittime.

## Fatti recenti
- Il 22 aprile 2010 viene ucciso, con sessanta colpi di kalashnikov, Vittorio Sia, mentre si trovava su uno scooter. Era già sfuggito un mese prima ad un attentato[3][4].
- L'11 giugno 2010 vengono uccisi i gemelli Nicola e Vito Grattà a Gagliato in risposta all'omicidio di Vittorio Sia[5][6].
- Il 23 giugno 2010 viene arrestato Maurizio Tripodi, reggente della cosca dopo l'omicidio del capobastone Vittorio Sia.
- Il 2 luglio 2010 viene arrestato Alberto Sia, figlio del boss Vittorio Sia, con l'accusa di spaccio
- Il 23 agosto 2010 viene ucciso in spiaggia a Soverato, davanti a una folla di bagnanti, Ferdinando Rombolà, pregiudicato[7][8]. La crudeltà del delitto ha attirato l'attenzione dei media nazionali e ha destato scalpore nell'opinione pubblica. L'agguato s'inserisce nella faida sanguinosa che da due anni interessa l'area del soveratese e che ha portato all'omicidio di Vittorio Sia.
- Il 15 dicembre 2011 La DDA di Catanzaro porta a termine l'operazione di polizia Showdown contro le 'ndrine Sia-Procopio-Tripodi e fa luce sulla faida in atto dal 2008[9].
- Il 24 ottobre 2012 viene catturato dai carabinieri di Guardavalle e Soverato nella zona montana di Badolato il latitante ventisettenne Santo Procopio affiliato ai Sia-Procopio-Tripodi, indagato e ricercato già nell'operazione Showdown. Nel 2010 si salvò da ben due attentati, dovuti molto probabilmente alla faida dei boschi avvenuti a Elce della Vecchia, frazione di Guardavalle e a Brognaturo, nel secondo rimase ferito[10].
- Il 9 ottobre 2015, con l'operazione Showdown 2 vengono sequestrati alla cosca Sia beni dal valore di 2,2 milioni di euro dalla Guardia di Finanza di Catanzaro[11][12].
- Il 10 gennaio 2017 si conclude l'operazione Showdown 3 che porta all'arresto di 3 persone: Massimiliano Catanzariti, Massimiliano Sestito e Cosimo Zaffino, presunte affiliate ai Sia e accusate di associazione mafiosa, i quali avrebbero tentato di riacquisire il controllo criminale sull'area di Soverato. Zaffino sarebbe il capo di una 'ndrina a Gagliato[13][14].
- 17 maggio 2021: Operazione Anteo contro i Giorgi, i Mancuso, i Soriano, gli Iozzo-Chiefari e i Sia-Procopio[15][16][17][18].

## Capibastone
- Vittorio Sia, capobastone ucciso il 22 aprile 2010.
- Alberto Sia, figlio di Vittorio.